# Kanton Coucouron
Der Kanton Coucouron war bis 2015 ein französischer Wahlkreis im Arrondissement Largentière, im Département Ardèche und in der Region Rhône-Alpes; sein Hauptort (frz.: chef-lieu) war Coucouron. Die landesweiten Änderungen in der Zusammensetzung der Kantone brachten im März 2015 seine Auflösung.
Der Kanton Coucouron war 171,52 km² groß und hatte 2211 Einwohner (Stand 2012).

## Gemeinden
| Gemeinde              | Einwohner (Stand: 2022) | Code postal | Code Insee |
| --------------------- | ----------------------- | ----------- | ---------- |
| Coucouron             | 767                     | 07470       | 07071      |
| Issanlas              | 103                     | 07510       | 07105      |
| Issarlès              | 125                     | 07470       | 07106      |
| Le Lac-d’Issarlès     | 251                     | 07470       | 07119      |
| Lachapelle-Graillouse | 188                     | 07470       | 07121      |
| Lanarce               | 209                     | 07660       | 07130      |
| Lavillatte            | 43                      | 07660       | 07137      |
| Lespéron              | 1208                    | 07660       | 07142      |